# マルティン・シュクルテル
マルティン・シュクルテル（Martin Škrtel、1984年12月15日 - ）は、スロバキア・ハンドロヴァー出身の元サッカー選手。元スロバキア代表。ポジションはディフェンダー。日本語表記は複数存在し、「スクルテル」や「シュクルテリ」と訳される事もある。

## 経歴
2001年にスロバキアのASトレンチーンでプロ選手としてのキャリアをスタート。
2004年7月31日、ロシアカップでゼニト・サンクトペテルブルクでのデビューを果たすと、その後はレギュラーとして活躍。UEFAカップではエヴァートンやトッテナム・ホットスパとの対戦を経験した。ゼニトの2007年ロシアサッカー・プレミアリーグの優勝にも貢献した。

### リヴァプール
2008年1月11日、イングランド・プレミアリーグのリヴァプールへ完全移籍した。移籍金は1000万ユーロ（約16億円）で、リヴァプールのDFとしては史上最高額であった。2007-08シーズンのリヴァプールはレギュラーだったDFダニエル・アッガーが長期離脱を強いられていたため、DFラインの危うさが指摘されており、その穴を埋めるために高額補強に踏み切ったとされる。移籍後は、UEFAチャンピオンズリーグ決勝トーナメント1回戦2ndレグのアウェーでのインテル戦においてUEFAチャンピオンズリーグデビューを果たした。
2009-10シーズン、開幕戦のトッテナム・ホットスパーFC戦でコンビを組んだジェイミー・キャラガーと激突して以来ミスが目立つようになり不安視されていたが、2011年1月にケニー・ダルグリッシュが監督に就任すると安定した守備を見せ始め、レギュラーとしての地位を確立した。
翌2011-12シーズンには安定したDFに加え、フットボールリーグカップ決勝での同点弾など攻撃面でも活躍。全体の半数近い票を得てクラブのシーズンMVPに選出された。
2013-14シーズンにはCBながらもアーセナル戦やマンチェスター・シティ戦などのビッグマッチで得点を挙げ、最終的にはDFでありながらもキャリアハイとなるプレミアリーグで7得点を記録するなど、最終的には優勝を逃したが、CL出場権獲得に貢献した。しかし同シーズンでオウンゴールも4点あり、プレミアリーグの1シーズンでのオウンゴール記録を更新してしまった。
2015-16シーズンは度重なる負傷の影響で離脱を繰り返し、パフォーマンス自体も低下。ユルゲン・クロップ監督の構想外とも言われ、これまで過ごした8年半の間で公式戦319試合に出場したリヴァプールを去ることが決定的とみられた。

### その後
2016年7月14日、トルコ・スュペル・リグのフェネルバフチェへ完全移籍した。移籍金は非公表も、イギリス紙『デイリー・ミラー』では550万ポンド（約7億8000万円）と報じられた。
2019年8月10日、アタランタBCに加入した。しかし、1試合もプレーせず、9月2日に契約を解除した。
2019年9月3日、イスタンブール・バシャクシェヒルFKと1年契約を結んだ。
2021年からはスパルタク・トルナヴァでプレーしていたが、怪我で満足にプレーが出来ず、2022年5月に現役引退を表明した。

## エピソード
- 幼い頃はアイスホッケーもしており、かなりの実力の持ち主であったが、元サッカー選手の父親の影響もあり、サッカー選手としての道を選んだという[9]。
- 大柄で武骨な見た目とは裏腹に温厚で大人しい性格である。
- 元チームメイトであり、同じDFであるダニエル・アッガーとは同い年で誕生日も近く、仲が良いことで知られている。

## 個人成績
| クラブ                         | シーズン     | リーグ | リーグ | カップ   | カップ   | リーグカップ | リーグカップ | その他     | その他     | 期間通算 | 期間通算 |
| クラブ                         | シーズン     | 出場   | 得点   | 出場     | 得点     | 出場         | 得点         | 出場       | 得点       | 出場     | 得点     |
| スロバキア                     | スロバキア   | リーグ | リーグ | カップ   | カップ   | リーグカップ | リーグカップ | その他     | その他     | 期間通算 | 期間通算 |
| ------------------------------ | ------------ | ------ | ------ | -------- | -------- | ------------ | ------------ | ---------- | ---------- | -------- | -------- |
| ASトレンチーン                 | 2001-02      |        |        |          |          |              |              |            |            |          |          |
| ASトレンチーン                 | 2002-03      |        |        |          |          |              |              |            |            |          |          |
| ASトレンチーン                 | 2003-04      |        |        |          |          |              |              |            |            |          |          |
| ASトレンチーン                 | 通算         | 44     | 8      |          |          |              |              |            |            |          |          |
| ロシア                         | ロシア       | リーグ | リーグ | カップ   | カップ   | リーグカップ | リーグカップ | ヨーロッパ | ヨーロッパ | 期間通算 | 期間通算 |
| FCゼニト・サンクトペテルブルク | 2004         | 7      | 0      | 2        | 0        | 0            | 0            | 5          | 0          | 14       | 0        |
| FCゼニト・サンクトペテルブルク | 2005         | 18     | 1      | 6        | 0        | 0            | 0            | 4          | 0          | 28       | 1        |
| FCゼニト・サンクトペテルブルク | 2006         | 26     | 1      | 6        | 2        | 0            | 0            | 5          | 0          | 37       | 3        |
| FCゼニト・サンクトペテルブルク | 2007         | 23     | 1      | 6        | 0        | 0            | 0            | 5          | 0          | 34       | 1        |
| FCゼニト・サンクトペテルブルク | 通算         | 74     | 3      | 20       | 2        | 0            | 0            | 19         | 0          | 113      | 5        |
| イングランド                   | イングランド | リーグ | リーグ | FAカップ | FAカップ | リーグカップ | リーグカップ | ヨーロッパ | ヨーロッパ | 期間通算 | 期間通算 |
| リヴァプールFC                 | 2007-08      | 14     | 0      | 1        | 0        | 0            | 0            | 5          | 0          | 20       | 0        |
| リヴァプールFC                 | 2008-09      | 21     | 0      | 2        | 0        | 0            | 0            | 7          | 0          | 30       | 0        |
| リヴァプールFC                 | 2009-10      | 19     | 1      | 2        | 0        | 2            | 0            | 6          | 0          | 29       | 1        |
| リヴァプールFC                 | 2010-11      | 38     | 2      | 1        | 0        | 0            | 0            | 10         | 0          | 49       | 2        |
| リヴァプールFC                 | 2011-12      | 34     | 2      | 5        | 1        | 6            | 1            | 0          | 0          | 45       | 4        |
| リヴァプールFC                 | 2012-13      | 25     | 2      | 1        | 0        | 0            | 0            | 7          | 0          | 33       | 2        |
| リヴァプールFC                 | 2013-14      | 36     | 7      | 2        | 0        | 1            | 0            | 0          | 0          | 39       | 7        |
| リヴァプールFC                 | 2014-15      | 33     | 1      | 5        | 0        | 3            | 0            | 7          | 0          | 48       | 1        |
| リヴァプールFC                 | 2015-16      | 22     | 1      | 0        | 0        | 3            | 0            | 2          | 0          | 27       | 1        |
| リヴァプールFC                 | 通算         | 242    | 16     | 19       | 1        | 15           | 1            | 43         | 0          | 319      | 18       |
| トルコ                         | トルコ       | リーグ | リーグ | カップ   | カップ   | リーグカップ | リーグカップ | ヨーロッパ | ヨーロッパ | 期間通算 | 期間通算 |
| フェネルバフチェ               | 2016-17      | 31     | 2      | 2        | 1        | -            | -            | 10         | 0          | 43       | 3        |
| フェネルバフチェ               | 2017-18      | 19     | 3      | 3        | 0        | –            | –            | 4          | 0          | 26       | 3        |
| フェネルバフチェ               | 通算         | 50     | 5      | 5        | 1        | –            | –            | 14         | 0          | 69       | 6        |
| 総通算                         | 総通算       | 366    | 24     | 44       | 4        | 15           | 1            | 76         | 0          | 501      | 29       |

## 代表歴

### 出場大会
- スロバキア代表
  - 2010 FIFAワールドカップ

### 試合数
- 国際Aマッチ 104試合 6得点（2004年-2019年）[10]

| スロバキア代表 | 国際Aマッチ | 国際Aマッチ |
| 年             | 出場        | 得点        |
| -------------- | ----------- | ----------- |
| 2004           | 2           | 0           |
| 2005           | 6           | 0           |
| 2006           | 7           | 1           |
| 2007           | 7           | 3           |
| 2008           | 6           | 1           |
| 2009           | 9           | 0           |
| 2010           | 10          | 0           |
| 2011           | 5           | 0           |
| 2012           | 6           | 0           |
| 2013           | 7           | 0           |
| 2014           | 5           | 0           |
| 2015           | 7           | 0           |
| 2016           | 11          | 1           |
| 2017           | 7           | 0           |
| 2018           | 8           | 0           |
| 2019           | 1           | 0           |
| 通算           | 104         | 6           |

## タイトル

### クラブ
FCゼニト・サンクトペテルブルク
- ロシアサッカー・プレミアリーグ：1回 (2007)

リヴァプールFC
- フットボールリーグカップ：1回 (2011-12)

### その他
- スロバキア年間最優秀選手賞：1回 (2007, 2008)
- ペテル・ドゥボフスキー：1回 (2005)
- スロバキア・ユース・チャンピオン：1回 (2001)
- リヴァプール・プレイヤー・オブ・ザ・イヤー・アワード：1回 (2012)
- スロバキア・フットボーラー・オブ・ザ・イヤー：4回 (2007, 2008, 2011, 2012)